# Berit Gilma

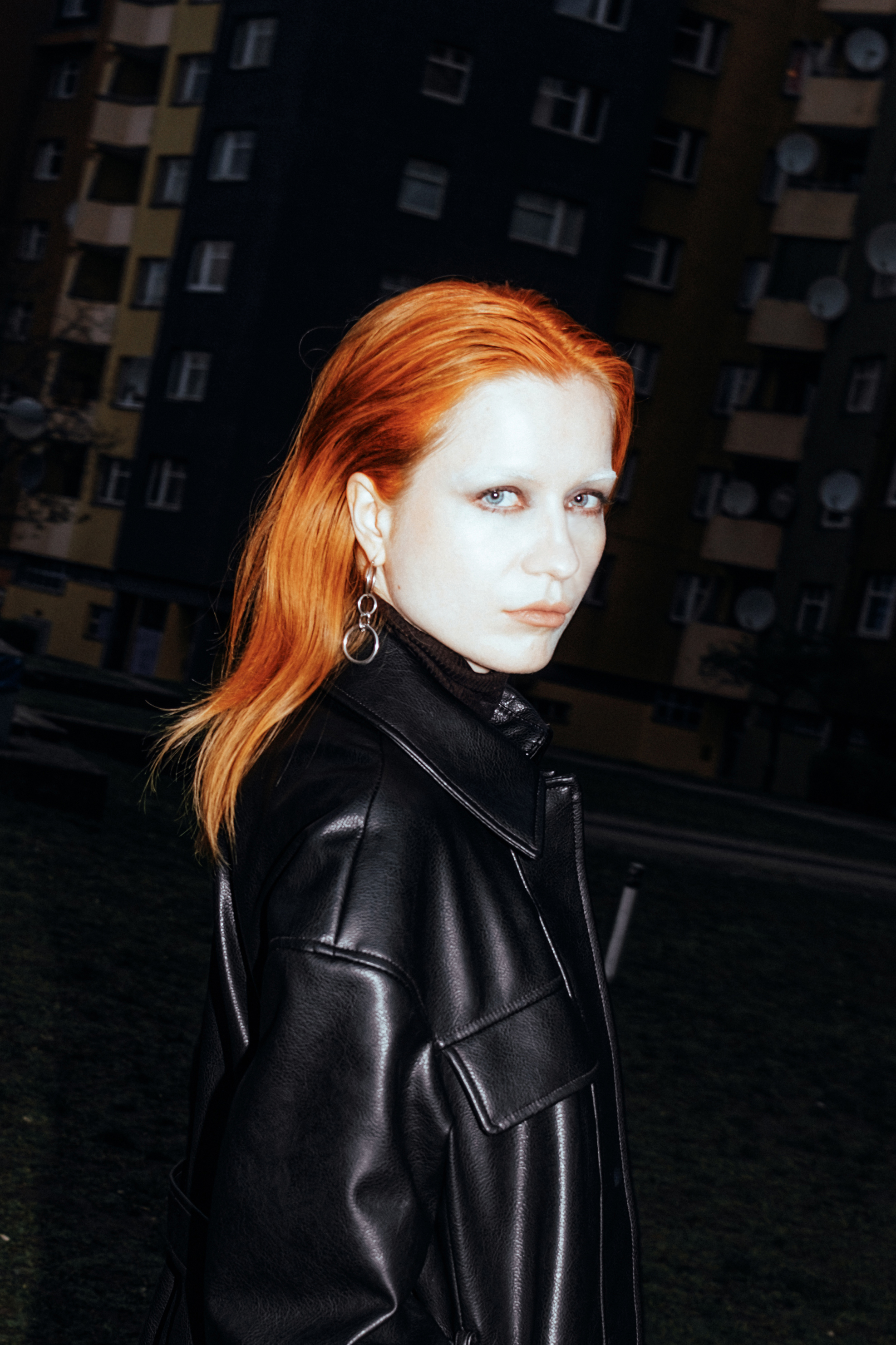
Berit Gilma (2021)

Berit Gwendolyn Gilma (* 1990 in Graz) ist eine österreichische Künstlerin und Kuratorin.

## Leben
Berit Gilma wuchs nach eigenen Angaben in der Wasserpflanzengärtnerei ihrer Mutter auf.
2009 begann sie für das Elevate Festival zu arbeiten, bei dem sie später führende Kuratorin für das Kunst Department wurde. Ab 2012 studierte sie an der Universität der Künste in Berlin, unter anderem bei Ai Weiwei. Durch die Nähe zur politischen Hacktivisten-Szene kollaborierte sie künstlerisch mit dem Computersicherheitsexperten Jacob Appelbaum und WikiLeaks-Gründer Julian Assange.
2019 erhielt sie das Fulbright-Stipendium, mit dem sie das Masterstudium für digitale Kunst an der University of California in Los Angeles absolvierte.
Sie ist Creative Director des Filmkomponisten Danny Elfman. Zwischen 2020 und 2022 entstanden in Zusammenarbeit mit Elfman 12 Musikvideos, die Doppel-LP „Big Mess“ (2021), das dazugehörige Boxset und das Remix-Album „Bigger. Messier.“ (2022), veröffentlicht bei dem US-amerikanischen Musiklabel Anti/Epitaph Records. Letzteres wurde von Gilma co-kuratiert und co-produziert, gemeinsam mit dem Bassisten Stu Brooks.
Die von Gilma produzierten Musikvideos entstanden in Zusammenarbeit mit diversen Filmemachern, oft wurden neue Technologien wie 3D-scannen, Animation, CGI oder künstliche Intelligenz verwendet.
2024 gründete Gilma das Musikprojekt Der Kleine Tod, gemeinsam mit dem österreichischen Musiker Christian Fuchs. Berit Gilma lebt in Los Angeles und Berlin.

## Auszeichnungen
Gilma wurde von der Presse und dem ORF für die Österreicherin des Jahres 2022 in der Kategorie „Internationaler Erfolg“ nominiert und belegte den dritten Platz.
Für ihre Arbeit mit Danny Elfman ist sie als Art Director für “Big Mess” in der Kategorie “Best Boxed or Special Limited Edition Package” für einen Grammy Award 2023 nominiert.

## Veröffentlichungen

### Der Kleine Tod

#### Singles
- Sand (Seayou Records, 2024)
- Styx (Seayou Records, 2024)
- You’re My Heart, You’re My Soul (Seayou Records, 2024)